# Кабаков, Константин Яковлевич
Константин Яковлевич Кабаков (1840—?) — русский военный деятель. Генерал от инфантерии (1915).

## Биография
В службу вступил в 1857 году после окончания Оренбургского Неплюевского кадетского корпуса произведён в прапорщики и выпущен во 2-й Оренбургский линейный батальон. Участник подавления Польского мятежа. В 1864 году произведён в подпоручики. В 1868 году произведён в поручик. В 1872 году произведён в штабс-капитаны. В 1876 году произведён в капитаны с назначением заведующим казачьей команды и оружейными мастерскими при Офицерской стрелковой школе. В 1877 году переименован в штабс-капитаны гвардии. В 1877 году произведён в капитаны гвардии. В 1887 году произведён в полковники гвардии. С 1889 года назначен заведующим обучающимися офицерами в Офицерской стрелковой школе.
С 1893 года назначен командиром 163-го пехотного Ленкоранско-Нашебургского полка. В 1900 году произведён в генерал-майоры с назначением состоять для поручений при инспекторе стрелковой части в войсках.
С 1906 года генерал для поручений при генерал-инспекторе пехоты и совещательный член Артиллерийского комитета Главного артиллерийского управления. В 1909 году произведён в генерал-лейтенанты с назначением инспектором стрелковой части в войсках. В 1915 году произведён в генералы от инфантерии.

## Награды
Награды
- Орден Святого Станислава 3-й степени (1866)
- Орден Святого Станислава 2-й степени (1880)
- Орден Святой Анны 3-й степени (1876)
- Орден Святой Анны 2-й степени (1883)
- Орден Святого Владимира 4-й степени (1890)
- Орден Святого Владимира 3-й степени (1895)
- Орден Святого Станислава 1-й степени (1902)
- Орден Святой Анны 1-й степени (1905)
- Орден Святого Владимира 2-й степени (1908)
- Орден Белого орла (1911)
- Орден Святого Александра Невского (ВП 22.03.1915)